# كيث شاربايكا
كيث شاربايكا (بالإنجليزية: Keith Szarabajka)‏ مواليد 2 ديسمبر 1952 في إلينوي، الولايات المتحدة، هي ممثلة وممثلة صوت أمريكية.

## الأعمال
- مفقود
- الميل الأخضر
- فارس الظلام
- المتحولون: الجانب المظلم للقمر
- آرغو
- كريمنال مايندز

## وصلات خارجية
- كيث شاربايكا على موقع IMDb (الإنجليزية)
- كيث شاربايكا على موقع روتن توميتوز (الإنجليزية)
- كيث شاربايكا على موقع ميوزك برينز (الإنجليزية)
- كيث شاربايكا على موقع أول موفي (الإنجليزية)
- كيث شاربايكا على موقع قاعدة بيانات برودواي على الإنترنت (الإنجليزية)
- كيث شاربايكا على موقع قاعدة بيانات الأفلام السويدية (السويدية)
- كيث شاربايكا على موقع ديسكوغز (الإنجليزية)
- كيث شاربايكا على موقع قاعدة بيانات الفيلم (الإنجليزية)
- كيث شاربايكا على موقع ANN person (الإنجليزية)